# قانون دوورژه
قانون دوورژه (به فرانسوی: Duverger's Law) یک پیش‌بینی برای نظام‌های انتخاباتی اکثریتی است که توسط موریس دوورژه فرانسوی ارائه شد. مطابق این پیش‌بینی چنین نظام‌هایی غالباً فضای سیاسی را به سوی نظام دوحزبی هدایت می‌کنند.
در علوم سیاسی، قانون داوورژه باورمند است که تک رأی قاعده رأی کثرت انتخابات (مانند انتخابات پیشین) که در مناطق تک نفره انجام شده است، به نفع یک نظام دوحزبی است.

[T] او که دارای اکثریت ساده است، دارای رای دو طرفه است. 
```
- موریس دوورژه
```

کشف این گرایش به موریس دوورژه، جامعه شناس فرانسوی نسبت داده شده است که این تأثیر را مشاهده کرده و در چندین مقاله منتشر شده در دهه 1950 و 1960 ثبت کرده است. در جریان پژوهش های بیشتر، دیگر دانشمندان علوم سیاسی این اثر را "قانون" یا اصل نامیدند.

به عنوان نتیجه قانون، دوورژه همچنین ادعا کرد نمایندگی نسبی طرفدار چندحزبی است، همان طور که نظام کثرت در دور دوم انتخابات.

[B] دیگر نظام اکثریت ساده با رأی دوم و نمایندگی نسبی به نفع نظام چندحزبی است. 
```
- موریس دوورژه
```

## همچنین ببینید
- تقسیم بندی رأی: Vote splitting
- قانون میکرومگا: Micromega rule
- مشاهدات به نام مردم: Observations named after people
- سرزمین موش ها: Mouseland